# Serratosagitta serratodentata
Serratosagitta serratodentata är en djurart som tillhör fylumet pilmaskar, och som först beskrevs av August David Krohn 1853.  Serratosagitta serratodentata ingår i släktet Serratosagitta och familjen Sagittidae. Inga underarter finns listade i Catalogue of Life.